# Richard Morris Hunt
Richard Morris Hunt, född 31 oktober 1827 i Brattleboro i Vermont, död 1895 i Newport i Rhode Island, var en amerikansk arkitekt, räknas som en av de främsta i USA:s arkitekturhistoria.
Hunt var den förste amerikanen som studerade vid Ecole des Beaux-Arts i Paris.
Han räknades av sin samtid som landets främste arkitekt och han fick bland annat uppdrag att rita bostadspalats till många förmögna amerikanskafamiljer. Hans arkitektur är typisk för 1800-talets historicism. Han arbetade såväl i nygotik som nyrenässans och eklektiskt.

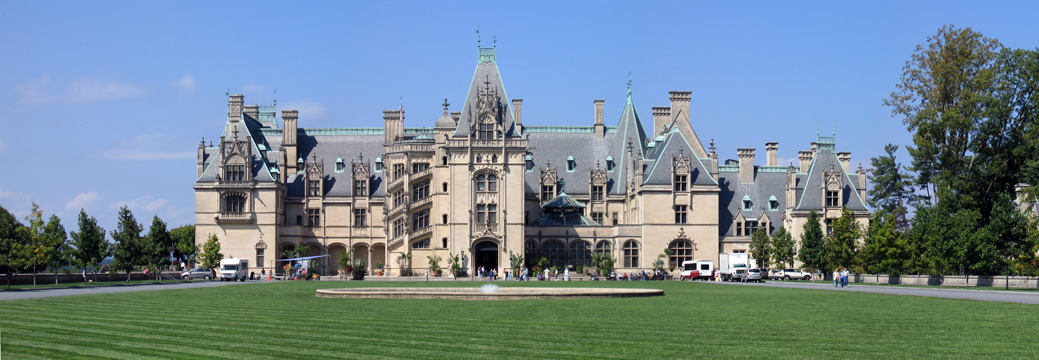
Biltmore

Frihetsgudinnan i New York

## Byggnader
- J.N.A. Griswold House, Newport, 1863-1864
- Lenox Library Fifth Avenue New York, 1870-77 (riven)
- Theological Library och Marquand Chapel i Princeton
- Scroll and Key building vid Yale
- Fundamentet till Frihetsgudinnan, New York
- Entrén mot Fifth Avenue, Metropolitan Museum of Art, New York
- Fogg Museum of Art vid Harvard
- New York Tribune Building, New York 1873-75 (riven)
- Henry Marquand House, New York, 1881-84
- James Pinchot House, Grey Towers  Milford, Pennsylvania 1884-86
- William Borden House, Chicago, Illinois, 1884-89
- Ogden Mills House, Fifth Avenue, New York, 1885-87
- Archibald Rogers House, Hyde Park New York, 1886-89
- William Kissam Vanderbilt House, Marble House Newport, Rhode Island, 1888-92
- Elbridge Gerry House, New York, 1891-94
- John Jacob Astor IV House, Fifth Avenue, New York, 1891-95
- Dorsheimer-Busk House, Newport, Rhode Island, 1890-93
- George Washington Vanderbilt House, Biltmore Estate, (det största privata bostadshuset i USA) Asheville, North Carolina, 1890
- Cornelius Vanderbilt II house, The Breakers, Newport, Rhode Island, 1892-95